# Emanu'el Zisman
Emanu'el Zisman (hebrejsky: עמנואל זיסמן, bulharsky: Емануел Зисман) byl izraelský politik a poslanec Knesetu za strany Ma'arach, Izraelská strana práce a ha-Derech ha-Šlišit (Třetí cesta).

## Biografie
Narodil se 11. února 1935 v Bulharsku. V roce 1949 přesídlil do Izraele. Vystudoval právo a mezinárodní vztahy. Sloužil v izraelské armádě, kde dosáhl hodnosti seržanta (Samal) u Brigády Givati. Pracoval jako ředitel soukromé firmy. Hovořil hebrejsky, bulharsky a francouzsky.

## Politická dráha
Působil v samosprávě města Jeruzalém, byl místopředsedou městského výboru pro mimořádné zásoby a předsedou Strany práce v regionu Jeruzalém. Sloužil jako izraelský velvyslanec v Bulharsku.
V izraelském parlamentu zasedl poprvé po volbách v roce 1988, v nichž kandidoval za stranu Ma'arach, která byla střechovou kandidátní listinou, do které se sdružila i Strana práce. Zapojil se jako člen do činnosti parlamentního výboru práce a sociálních věcí, výboru pro ekonomické záležitosti, výboru pro zahraniční záležitosti a obranu, výboru House Committee a výboru pro status žen. Předsedal podvýboru pro boj s dopravní nehodovostí a podvýboru pro přezkoumání připravenosti civilní obrany. Mandát obhájil ve volbách v roce 1992, nyní již za Stranu práce. Působil jako člen výboru pro imigraci a absorpci (tomu i předsedal), výboru pro zahraniční záležitosti a obranu a výboru House Committee. V průběhu volebního období opustil Stranu práce a s několika kolegy založil novou formaci ha-Derech ha-Šlišit. Za ní byl pak opětovně zvolen ve volbách v roce 1996. Byl pak členem výboru pro záležitosti vnitra a životního prostředí, výboru pro vzdělávání a kulturu (tomu i přesedal) a výboru pro zahraniční dělníky. Ke konci volebního období opustil stranu ha-Derech ha-Šlišit a působil po několik měsíců do voleb jako nezařazený poslanec.
Zemřel 12. listopadu 2009 a je pochován na jeruzalémském hřbitově Har ha-Menuchot.